# Televisión en Montenegro
La televisión en Montenegro se introdujo por primera vez en 1956. A continuación se muestra la lista de canales que transmiten en el país.

## Nacionales

### Públicos
- TVCG 1
- TVCG 2
- TVCG 3
- TVCG MNE

### Privados
- Vijesti: emite desde 2008.
- Prva CG: emite desde 2012.
- Nova M: emite desde 2018.
- Adria TV:  emite desde 2021.
- TV E:  emite desde 2022.

## Locales
- Gradska RTV: Desde Podgorica, visto en Podgorica y zonas vecinas.
- TV 7: Desde Podgorica, visto en Podgorica y alrededores.
- RTV APR: De Rožaje, visto en Rožaje y Berane.
- RTV Nikšić: De Nikšić, visto en Nikšić y sus alrededores.
- TV Budva: Desde Budva, visto en Budva y alrededores.
- RTPV: Desde Pljevlja, visto en Pljevlja y sus alrededores.
- TV Teuta: Desde Ulcinj, visto en Ulcinj, Bar y Podgorica.
- TV Novi: Desde Herceg Novi, visto en Herceg Novi y zonas vecinas.
- TV BOiN: De Tuzi, visto en Tuzi, Ulcinj y Podgorica.
- TV SUN: De Bijelo Polje, visto en Bijelo Polje y sus alrededores.

## Extintos
- Elmag: cesó emisiones en 2010.
- Montena: cesó emisiones en 2015.
- IN TV: cesó emisiones en 2013.
- MBC: cesó emisiones en 2014.
- Pink M: cesó emisiones en 2018.
- Atlas: cesó emisiones en 2017.
- RTV A1: cesó emisiones en 2021.